# بتنرية إكمانية
بتنرية إكمانية (الاسم العلمي:Byttneria ekmanii) هي نوع من النباتات تتبع جنس البتنرية من الفصيلة الخبازية.